# دون لوغان
دون لوغان (بالإنجليزية: Don Logan)‏ هو لاعب اتحاد الرغبي أسترالي، ولد في 30 يناير 1931 في سيدني في أستراليا.